# 1 E13 s
Cet article liste des exemples de temps de l'ordre de 1013 s, soit 10 000 milliards de secondes, afin de comparer différents ordres de grandeur.

## Exemples
| Durée ( × 1013) s | Unités usuelles | Événement                                                                                |
| ----------------- | --------------- | ---------------------------------------------------------------------------------------- |
| 0,95              | 300 000 a       | Temps depuis que l'Homo sapiens s'est séparé de l'Homo erectus                           |
| 0,95              | 301 000 a       | Demi-vie du chlore 36                                                                    |
| 1,000             | 10 térasecondes | 3168,81 siècles                                                                          |
| 1,07              | 340 000 a       | Demi-vie du curium 248                                                                   |
| 1,58              | ~500 000 a      | Temps depuis lequel les hommes maîtrisent le feu                                         |
| 1,89              | ~600 000 a      | Temps depuis que les hommes sont capables de produire des sons leur permettant de parler |
| 2,21              | ~700 000 a      | Temps depuis la dernière inversion du champ magnétique de la Terre                       |
| 3,16              | 1 000 000 a     | Durée de vie moyenne d'une supergéante bleue                                             |
| 4,74              | 1 500 000 a     | Temps depuis le commencement du Pléistocène (début de la période Quaternaire)            |
| 4,74              | 1 500 000 a     | Temps depuis la fin du Pliocène (fin de la période Tertiaire)                            |
| 4,83              | 1 530 000 a     | Demi-vie du zirconium 93                                                                 |